# Gmina Orašje
Gmina Orašje (boś. Općina Orašje) – gmina w Bośni i Hercegowinie, w kantonie posawskim. W 2013 roku liczyła 19 861 mieszkańców.